# Mia Krampl
Mia Krampl, slovenska športna plezalka, * 21. julij 2000, Kranj.
Leta 2019 je na svetovnem prvenstvu IFSC v plezanju zasedla drugo mesto, uvrstila pa se je tudi na Poletne olimpijske igre 2020, kjer je dosegla 18. mesto. Leta 2019 je prejela Bloudkovo plaketo.